# Svět Harryho Pottera

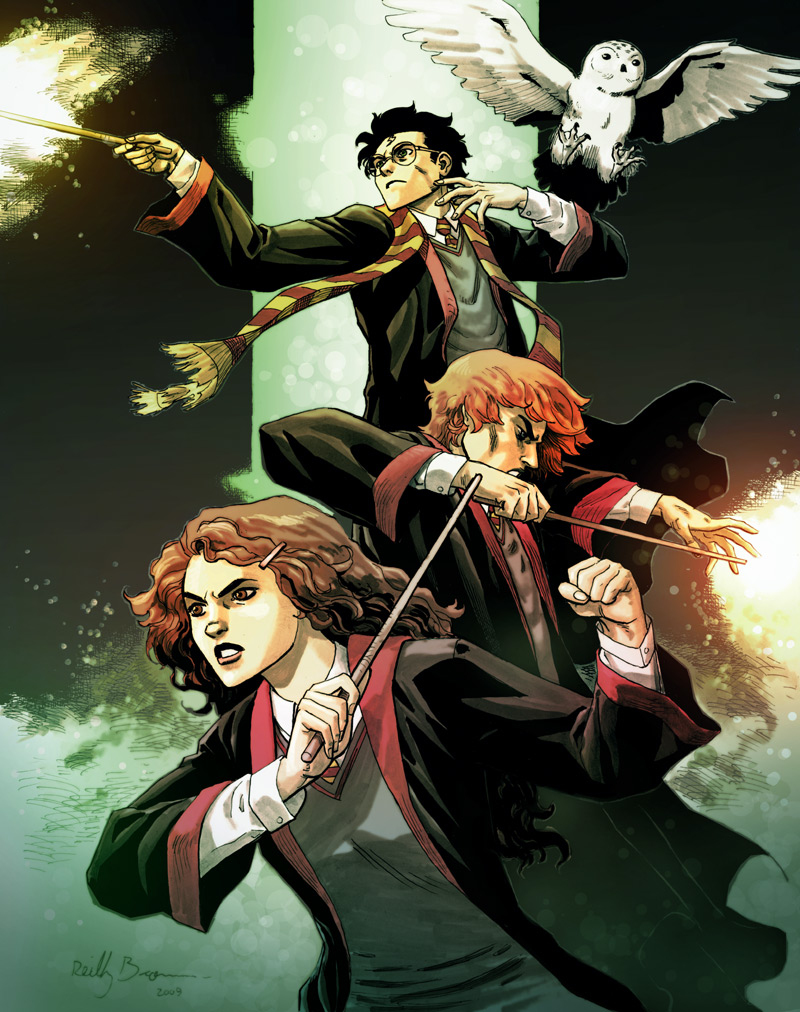
Trojice hlavních postav Harry Potter, Ron Weasley a Hermiona Grangerová dle Reillyho Browna

Svět Harryho Pottera je fiktivní kouzelnický fantasy svět založený zejména na sérii knih o Harrym Potterovi od Joanne Rowlingové, jejich filmových a počítačových zpracováních a filmové sérii Fantastická zvířata, a dále rozvíjený fanouškovskou základnou.
Nenachází se na fiktivním místě v dávné minulosti (jako například Středozem) nebo rovnou v paralelním světě (jako třeba Narnie), ale je zasazen do reálného světa jako jeho skrytá součást. Tento článek uvádí některé zákonitosti a odlišnosti, kterými se tento svět vyznačuje.

## Mudlové a kouzelníci

### Mudlové
Mudlové (v originále Muggles) je označení pro lidi, kteří nemají ani kapku kouzelnické krve a ve většině případů (nemusí to tak ale vždy být) ani netuší, že nějaká kouzla existují.

### Motáci
Motáci (v originále Squibs) jsou lidé s kouzlícími rodiči, kteří ale nemají žádné magické schopnosti, tudíž neumí ani kouzlit. Objevují se jen občas. Jsou častým terčem posměchu mezi kouzelníky, často je pro ně jednodušší zařadit se do mudlovského světa než do kouzelnického a v historii k tomu byli často i nuceni. Moták ale na rozdíl od mudly vidí mozkomory a pravděpodobně i testrály (za podmínky, že dotyčný viděl někoho zemřít). Příkladem motáka je například Argus Filch, bradavický školník, nebo paní Figgová. Mohou se naučit základům magie, ale je to pro ně velmi složité.

### Kouzelníci v mudlovských rodinách
Objevují se častěji než motáci v kouzelnických rodinách. Jejich původ nemá na magické schopnosti žádný vliv. Názorným příkladem je Hermiona Grangerová nebo Harryho matka Lily Potterová, které se ve své době řadily mezi nejúspěšnější studentky svého ročníku, i přesto, že jejich předci jsou mudlové. Rodiče a potomci dotyčného většinou vědí, že je kouzelník.

### Smíšená manželství
Mezi kouzelníky a mudly se uzavírají smíšená manželství, z nichž se rodí děti s magií nebo bez ní. Většina kouzelníků chápe smíšené sňatky jako nutnost, bez níž by kouzelnický svět dávno vymřel.

### Obecné vztahy
Část kouzelníků, především smrtijedi, si zakládá na svém čistokrevném kouzelnickém původu. Chápou smíšené sňatky jako pošpinění rodu a čaroděje čistě mudlovského původu jako osoby méněcenné, kterým by se mělo odepřít jakékoliv kouzelnické studium. Označují je pojmem mudlovský šmejd (angl. mudblood). Tato nadávka je mezi čaroději chápána jako jedna z nejhorších možných urážek. Např. ve 2. ročníku ji Draco Malfoy použije proti Hermioně Grangerové a ve hře Harry Potter: Hogwarts Mystery jí Merula Snydeová nadává Benu Copperovi. Poté, co Voldemort ovládne kouzelnický svět, jsou mudlovští šmejdi perzekvováni podobně jako Židé za nacismu.

## Obskuriálové
Obskuriálové (v originále Obscurials) jsou mladí kouzelníci, kteří vědomě potlačují své magické schopnosti (jako například Ariana Brumbálová) nebo jsou k tomu nuceni fyzickým nebo psychickým nátlakem (jako třeba v případě Credence Holkosta). V důsledku toho se u nich potlačovaná magická energie vyvine v nestabilní nekontrolovatelnou temnou parazitickou sílu zvanou obskurus (v originále Obscurus). Ta se může projevit i jako samostatná entita, která může vybuchnout v násilnou destruktivní zuřivost. 
Obskurus mohl být do značné míry neviditelný nebo se jevit jako létající nehmotná a amorfní entita se vzhledem černého tekutého mraku nebo prudkého přívalu temnoty, někdy s načervenalým jádrem. Někteří ho popisovali jako „temný vítr“ nebo „temnou hmotu“ se „zářícíma bílýma očima“. Jeho vzhled mohl být olejnatý nebo „bohatý na olej, pokrytý olejem nebo produkující olej, mastný“. Vyskytly se také případy, kdy se ze stínové entity nakrátko vynořila tvář nebo se uvnitř ní objevil bíle zářící obraz hostitele.
Velikost a moc obskura závisí na vrozené síle jeho hostitele; čím mocnější obskuriál, tím mocnější je jejich obskurus. Když obskuriál dosáhl bodu emočního a mentálního zlomu, mohl zcela ztratit kontrolu a fyzicky se přeměnit v obskura. Jeho velikost a hmotnost v konkrétních časech mohly být také spojeny s úrovní negativních emocí, které ho v daném okamžiku vyvolaly, stejně jako s aktuálním mentálním stavem jeho hostitele. V tomto stavu byli pro své okolí nesmírně destruktivní, mohli způsobit až to, že předměty levitovaly nebo se lámaly, aniž by s nimi byli fyzicky v kontaktu. To zejména způsobilo poškození struktur a předmětů v blízkosti hostitele. Nicméně je mohl uklidnit někdo, komu důvěřují, což způsobilo, že se vrátili do svého tělesného stavu, ačkoliv emocionální konflikt mohl způsobit, že se obskuriál proměňoval tam a zpět.
Děti posedlé obskurem téměř vždy umírají před svými desátými narozeninami, ale jak se ukázalo u Credence, čaroděj nebo čarodějnice s ohromnými skrytými schopnostmi by mohli přežít déle. Ariana Brumbálová také přežila o řadu let déle. Podle Albuse Brumbála by mohl být obskuriál vyléčen tím, že by byl jeho pocit odcizení, který nakonec vytvořil jejich obskura, nahrazen pocitem sounáležitosti.
Když obskuriál zemřel, obskurus zmizel spolu s ním, i když Mlok Scamander úspěšně jednoho udržel naživu, když jeho hostitel zemřel tím, že ho uzavřel do magické bubliny. Zdá se, že obskuriál nemůže být zabit ve formě obskura; obscurus by mohl být dočasně roztříštěn, ale samotný obskuriál by byl stále naživu, kdyby Credence byl něčím, čím by se dalo projít. Nicméně, on byl jen jeden příklad a byl označen jako neobvykle silný. Avšak i kdyby obskuriálové přežili své desáté narozeniny, jejich povaha by je pomalu otrávila a zabila. Brumbál, který byl toho svědkem s Arianou, řekl Mlokovi, že "pokaždé, když se setmělo, začalo ji to trávit." Výsledkem bylo, že Brumbál rozpoznal známky toho, že Credenceova povaha ho pomalu zabíjela a řekl Mlokovi, že Credence nelze zachránit. Jak dříve věřil, že by Credence mohl být zachráněn, kdyby mu bylo dáno dostatek lásky, naznačovalo to, že v nejranějších stádiích by bylo možné, aby obskuriály síla lásky vyléčila z jejich temnoty, ale od určité fáze čaroděje / čarodějnice s obskurem již není možné zachránit. Jak je vidět u Credence, obskuriálové byli stále schopni vyjádřit své přirozené magické schopnosti, i když se zdálo, že toho bylo dosaženo jen zřídka, protože Credence byl jediný, o kterém bylo známo, že to dokázal. Navzdory tomu, že již nepotlačoval svou magickou podstatu, Credence si také udržel své schopnosti obskuriála a obskura a byl schopen obojího využít v bitvě.
O obskuriálech se pojednává až ve filmové sérii Fantastická zvířata, v předchozích dílech J. K. Rowlingové zmiňováni nejsou. (Nezaměňovat se zaklínadlem Obscuro!)

## Zvěromágové
Zvěromág (v originále animagus) je kouzelník, který se pomocí magie přeměňuje dobrovolně ve zvíře - na rozdíl od vlkodlaka, který se přemění, ať chce nebo ne. Každý zvěromág má na sobě určité znamení, které zasvěceným prozrazuje, že je přeměněným čarodějem. Profesorka McGonagallová má kolem očí „brýle“ vytvořené z tmavších chlupů. V době hlavního děje knihy existovalo pouze 7 nahlášených zvěromágů – mezi ty, které známe, patří pouze Minerva McGonagallová, ostatní byli zvěromágy ilegálně.
Mezi zvěromágy patří např.
- Minerva McGonagallová – mourovatá kočka, je jedním ze sedmi Ministerstvem kouzel registrovaných zvěromágů
- Sirius Black – Harryho kmotr, velký černý pes, přirovnáván podobou ke smrtonošovi
- Petr Pettigrew – krysa, v jejíž podobě zůstával celých 12 let, protože se bál pomsty Remuse Lupina a Siriuse Blacka a smrtijedů, jelikož mu dávali za vinu pád jejich pána
- Rita Holoubková – brouk, v této podobě se jí podařilo zjistit mnoho informací o Harrym a jiných věcech, které zveřejňovala ve svých článcích. Byla neregistrovaným zvěromágem, ale odhalila ji Hermiona Grangerová ve čtvrtém díle.
- James Potter – Harryho otec, proměňoval se v jelena (dvanácteráka)

## Kouzelnické školy
V knihách se setkáváme s pěti různými školami, ale podle autorky J. K. Rowlingové se jich v kouzelnickém světě nachází celá řada. Zde jsou ty nejslavnější. 

### Bradavice

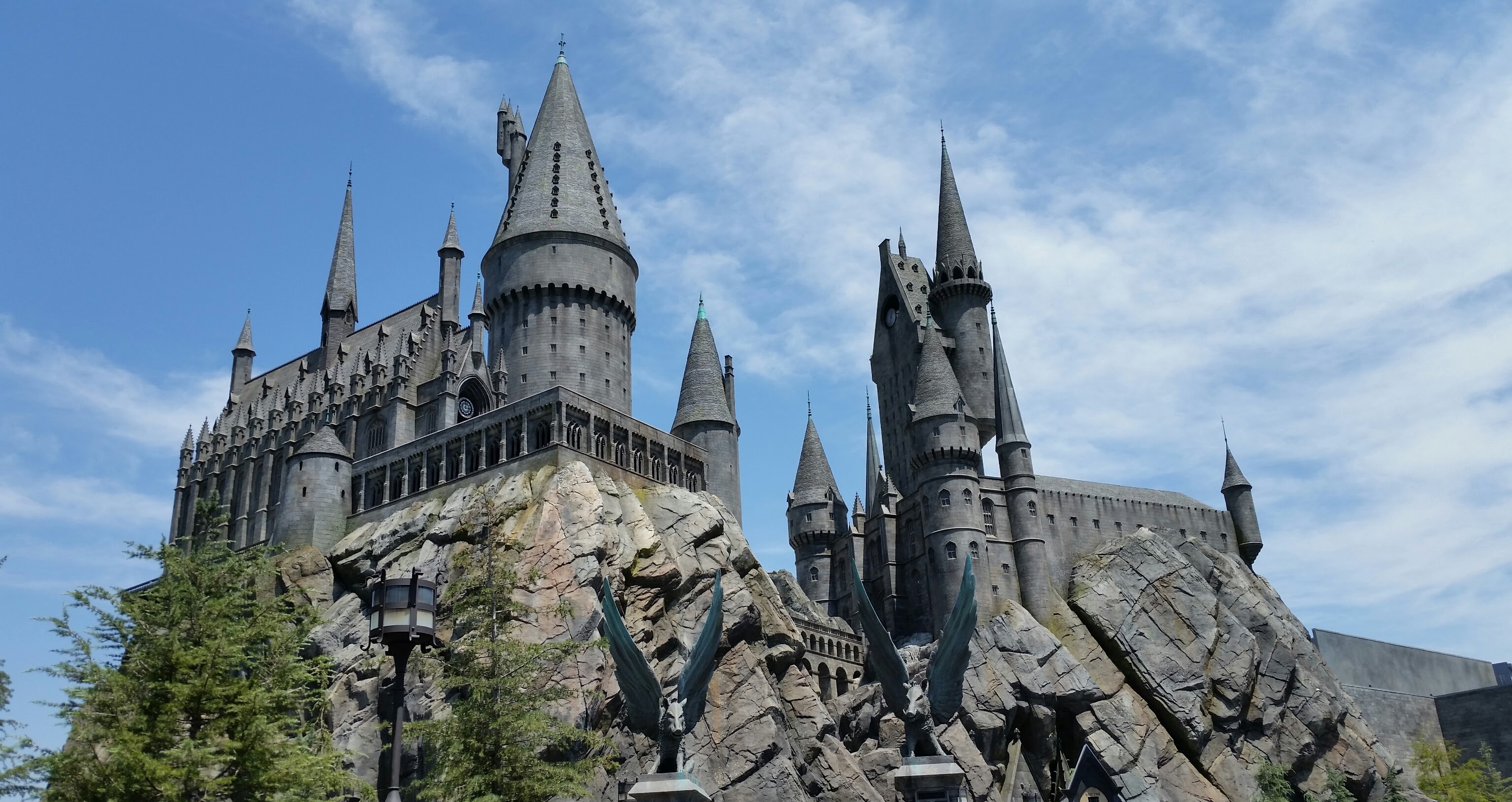
Model Bradavic v Universal Studios Hollywood

Jedna z vůbec nejproslulejších škol jsou Bradavice (v originále Hogwarts), kde studuje i Harry Potter. Bradavice se nacházejí kdesi na Skotské vysočině. Studenty tam vozí vlak přímo z londýnského nádraží King's Cross z nástupiště devět a tři čtvrtě. Ředitelem Bradavic byl Albus Brumbál, jehož na krátkou dobu v průběhu pátého dílu vystřídala ve funkci učitelka obrany proti černé magii a hlavní bradavická vyšetřovatelka Dolores Umbridgeová. Po Brumbálově smrti na konci šestého dílu ho z příkazu lorda Voldemorta nahradil Severus Snape. Po válce byla do funkce ředitelky školy správní radou zvolena Minerva McGonagallová.

### Krásnohůlky
Krásnohůlky (v originále Beauxbatons) se nacházejí v jižní Francii, v Pyrenejích. Jejich ředitelkou je poloviční obryně madame Olympa Maxime.

### Kruval
Kruval (v originále Durmstrang) se nachází na severu Skandinávie. Velmistrem je bývalý smrtijed Igor Karkarov. Studoval zde i černokněžník Gellert Grindelwald, kterého porazil v legendárním souboji Albus Brumbál. Na zdi ve škole je dodnes znamení Relikvií smrti, které tu Grindelwald nakreslil.

### Stříbranov
Stříbranov (v originále Ilvermorny) je škola čar a kouzel nacházející se na severovýchodě USA na hoře Mount Greylock v Massachusetts. Přijímá studenty z celé Severní Ameriky. Studenti této školy, stejně jako v Bradavicích ve Skotsku, byli rozděleni do čtyř kolejí. Těmito kolejemi jsou Thunderbird, Wampus, Horned Serpent a Pukwudgie.
Zmínku o ní můžeme najít ve filmech Fantastická zvířata a kde je najít, když Mlok Scamander v roce 1926 cestoval do New Yorku a setkal se zde s několika bývalými studenty právě této školy (včetně Porpentiny a Queenie Goldsteinových). 

### Uagadou
Škola se nachází na Africkém kontinentu v západní Ugandě v Měsících horách a jde o jednu z nejstarších a největších škol. Zaměřuje se zejména na astronomii, alchymii a přeměňování. Zdejší studenti dokáží využívat bezhůlkovou magii a pozvání do školy dostávají pomocí „Snové pošty“ – snový posel vstupuje do dětských snů a zanechává jim podepsaný kámen, který se jim po probuzení objeví v ruce.

### Mahoutokoro
Škola se nachází na japonském ostrově Minami Iwo Jima v Tichém oceánu, daleko na jih od hlavního japonského souostroví. Studenti zde nosí hábity, které rostou společně s nimi a mění barvu podle toho, jakého stupně vzdělání jejich nositel dosáhl. Škola má nejmenší počet studentů z jedenácti kouzelnických škol registrovaných u Mezinárodní konfederace kouzelníků a bere kouzelníky již od sedmi let, ačkoli studium začíná v jedenácti letech. Pokud studentův hábit zbělá, znamená to, že se začal zabývat černou magií nebo porušil zákon o utajení a vede to k okamžitému vyloučení ze školy a vyšetřování ministerstvem kouzel. V Japonsku je také velmi populární famfrpál.

### Castelobruxo
Nachází se v Brazílii v srdci Amazonského deštného pralesa. Je chráněna malými chlupatými duchovními bytostmi s názvem Caipora. Ačkoli se, z pohledu mudlů, jeví jako ruina, kouzelníci ji přirovnávají ke chrámu. Studenti jsou odíváni do zářivě zelených hábitů a jejich studium se zaměřuje na bylinkářství a magiozoologii. Škola nabízí výměnné programy pro evropské studenty, kteří si přejí studovat tamní flóru a faunu.

### Salemská škola pro čarodějky
Ve čtvrtém díle knihy je letmá zmínka o Salemské škole pro čarodějky (v originále Salem Witches' Institute); podle názvu se jedná o dívčí školu, která se nachází v USA, taktéž v Massachusetts ve městě Salem, známým čarodějnickými procesy (J. K. Rowlingová vysvětlila, že se jedná o vtip na Women's Institute v Británii).

### Čarodějná akademie dramatických umění
Ve svých poznámkách k Fontáně příznivé sudby (Bajky Barda Beedleho) se Albus Brumbál zmiňuje o ČADU – Čarodějná akademie dramatických umění (v originále W.A.D.A. – Wizarding Academy of Dramatic Arts). Škola se nachází někde ve Velké Británii a působil zde i bývalý bradavický učitel bylinkářství profesor Beery.

### Englišova škola pro motáky
Bližší informace jsou neznámé.
J. K. Rowlingová odhalila na Pottermore existenci některých dalších kouzelnických škol:

## Ministerstvo kouzel
Ministerstvo kouzel funguje podobně jako mudlovské ministerstvo. Hlavním představitelem kouzelnického světa je ministr kouzel (ekvivalent mudlovského ministerského předsedy). Ve Velké Británii spolupracuje ministr kouzel s mudlovským ministerským předsedou.  

## Zákon o utajení
Kouzelnický svět před mudly svou existenci tají pomocí nejrůznějších krycích manévrů a zaklínadel, snaží se na sebe neupozorňovat a do záležitostí nekouzelnické společnosti zasahuje jen minimálně. Existuje dokonce Mezinárodní zákoník o utajení kouzel vydaný v roce 1692 kvůli mudlovským lovcům kouzelníků, jeho dodržování hlídá Ministerstvo kouzel.
Zákon o utajení znamená například, že nikdo nesmí provádět kouzla za přítomnosti mudly, nesmí mu ukazovat žádné kouzelnické tvory apod. Pokud k něčemu takovému dojde, existuje na Ministerstvu Komise pro vymýšlení mudlovsky přijatelných výmluv, která mudlům vše vysvětlí, případně jim změní paměť, aby si věci pamatovali jinak. 
Výjimky tvoří samozřejmě například smíšená manželství, kdy se mudla, který si vezme čarodějku, dostává automaticky do světa kouzel a před ním už utajení neplatí. Další výjimkou je, když se mudlovským rodičům narodí potomek s kouzelnickým nadáním. Ani tito výjimeční lidé se ovšem nesmí o světě kouzel dál zmiňovat.